# Vlag van Etelä-Pohjanmaa

Vlag van Etelä-Pohjanmaa

De vlag van Etelä-Pohjanmaa is gebaseerd op het wapen van dit landschap, met drie zilveren springende hermelijnen op een blauwe achtergrond.
De vlag werd officieel opgespeld en ingehuldigd op 22 mei 2000 tijdens een vergadering van het Landschappelijke Staten. In december 2019 stelde de raadsfractie van de Nationale Coalitiepartij aan de landschapsraad voor om het gebruik van de landschapsvlag uit te breiden en een officiële datum voor het hijsen van de vlag te kiezen. De landschapsraad stelde voor om 22 april 2020 als datum voor het hijsen van de vlag te kiezen, nadat het landschappelijke hervorming in werking was getreden. Op 29 juni 2020 keurde de Landschappelijke Raad van Etelä-Pohjanmaa het voorstel goed om het gebruik van de vlag uit te breiden met onder andere evenementen van de landschappelijke overheid en adviseerde om de vlag ook te gebruiken door de gemeenten die lid zijn van de Landschappelijke Unie.
De vlag is gebaseerd op het wapen van de historische provincie Österbotten, dat er zes heeft in plaats van drie. De hermelijnen werden beschouwd als zuiverheid en, als een zoogdier, ook als rijkdom. De hermelijnen komen ook voor op het wapen van het moderne landschap Österbotten, terwijl het landschap Keski-Pohjanmaa het wapen van de wezel gebruikt, gebaseerd op het vroegste wapen van de historische provincie.